# گارسیا د سیلوا

گارسیا د سیلوا توسط الخاندرو کابزا اسپانیایی نقاشی شده است.

گارسیا د سیلوا فیگوروا (اسپانیایی: García de Silva Figueroa) (زاده ۲۹ دسامبر ۱۵۵۰ – مرگ ۲۲ ژوئیه ۱۶۲۴) سفیر پادشاه اسپانیا در دربار شاه عباس صفوی و یک جهانگرد پراهمیت است. وی اولین اروپاییست که در بازدید از تخت جمشید به واقعیت تاریخی آن به عنوان مقر پادشاهان هخامنشی اشاره می‌کند.

## زندگی
د سیلوا در شهر زافرا در ایالت باداخوس اسپانیا به دنیا آمد. او نخست در خدمت ارتش فلاندرز درآمد و سپس والی ایالت باداخوس گشت. در ۱۶۱۲م، فلیپ سوم، پادشاه اسپانیا و پرتغال، د سیلوا را به عنوان سفیر خود در دربار صفوی برگزید. وی مدتی طولانی در شهر گوا، به دلیل اختلاف عقیده بسیار با نایب السلطنه پرتغال از سفر به ایران بازداشته شد تا سرانجام در اکتبر ۱۶۱۷م به مقصد رسید.
سفارت دسیلوا در پاسخ به دو فرستاده اخیر شاه عباس به دربار فلیپ سوم یعنی رابرت شرلی و دنگیز بیگ بود.
دسیلوا در طول مأموریت خود، اقدامات سیاسی مهمی انجام داد. ازجمله آنها پیمان اتحاد سه قدرت ایران، پرتغال و اسپانیا در مقابل دشمن دیرینه یعنی امپراتوری عثمانی بود.
دسیلوا به سفرهای فراوانی در ایران، از جمله شیراز، قم و اصفهان دست زد. او سفری به تخت جمشید داشت و در نامه‌ای به آلفونسو دل لا کوئه وا از شکوه آن تعریف بسیار کرد. این نامه در بین افراد صاحب علم آنزمان اروپا تأثیر بسیار گذاشت و به سرعت به زبانهای لاتین و انگلیسی ترجمه شد. او خاطرات کامل سفر خود را با نام Totius legationis suae et Indicarum rerum Persidisque commentarii به رشته تحریر درآورد. در سال ۱۶۶۷ م این نوشته‌ها توسط آبراهام دو ویکفورد (Abraham de Wicquefort) به زبان فرانسه ترجمه شد. دستخط اصلی امروز در کتابخانه ملی در مادرید نگهداری می‌شود و نخستین بار به صورت کامل در ۱۹۰۳م انتشار یافت.
در اصفهان وی با جهانگرد ایتالیایی، پیترو دلاواله، ملاقات داشت. خاطرات دسیلوا شامل جزئیات بسیاری در مورد جغرافیا، تاریخ و فرهنگ ایران است و از آن به عنوان مرجع معتبری در مورد ایران عصر صفوی استفاده می‌شود.

## در مورد شاه عباس اول
در سفرنامه فیگوئروآ  آمده است که  کودکان دختر و پسرا برای حرمسرای شاه خریده میشدند و بعد از انتخاب توسط خواجه ‌های حرمسرا که مسئول انتخاب معشوقه ‌های شاه بودند ، به عنوان مازادِ به بازرگانان فروخته می‌شدند و به عنوان برده در بازار خرید و فروش می‌‌ شدند . این‌ها بخشی از گروه روسپی ‌های غیر بومی اصفهان را تشکیل می‌دادند . درباره این گروه غیر بومی  گزارش نماینده رسمی دولت اسپانیا عنوان میکند که شامل چرکس و مسکوی (روسی) بوده که یا از سوی حکام شهرها فرستاده شده و یا از طریق جنگ‌ها گردآوری میشدند و یا توسط تاتارها ، لزگی‌ها و دیگر همسایگان و هموطنان‌ شان دزدیده و به اصفهان فرستاده می شدند. فیگوئروآ ، به دلیل سرنوشت شوم این کودکان  در مورد شاه عباس اول میگوید : « بسیار جای تأسف است که آن ‌همه طفل و نوجوان را صرفاً به منظور ارتکاب اعمالی چنین فضیحت ‌بار خریداری می‌کنند . از همین یک عمل می‌توان قضاوت کرد که این پادشاه به هیچ دینی پای ‌بند نیست »

## نگارخانه

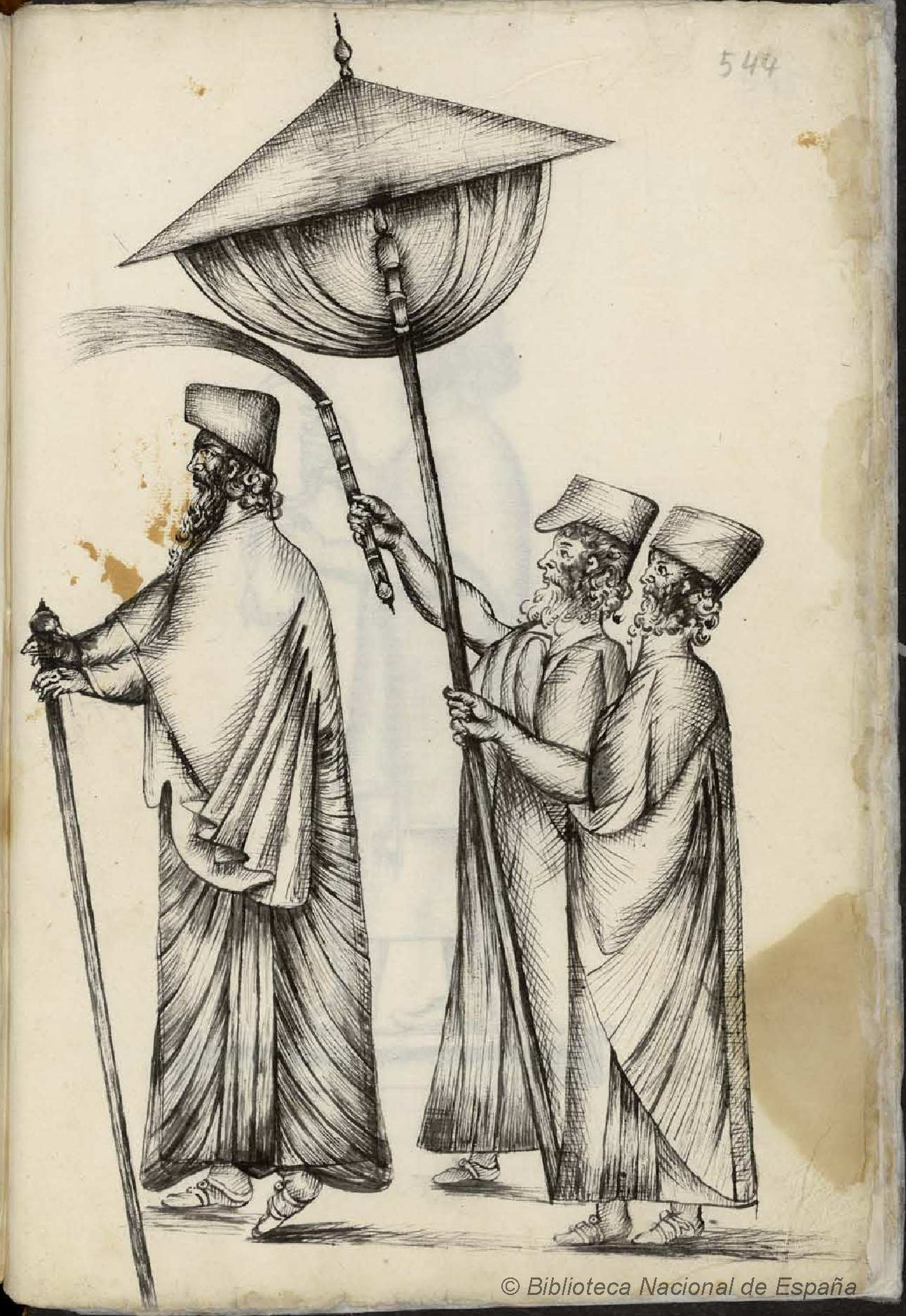
طرح گارسیا د سیلوا از نقش‌برجسته‌های تخت جمشید
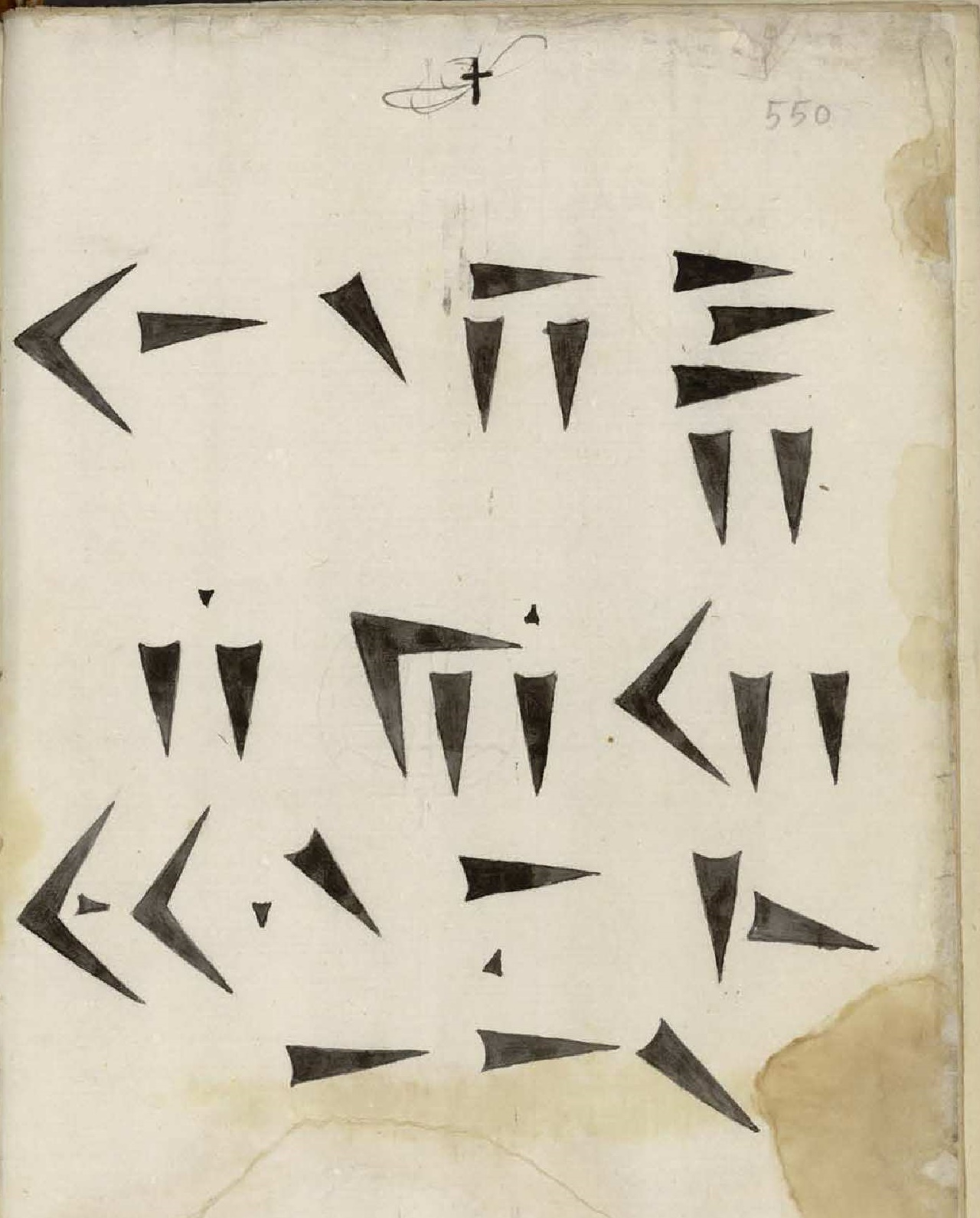
طرح گارسیا د سیلوا از خط میخی یافته شده در تخت جمشید